# عبد العزيز بن محمد آل سعود
الَإِمَامُ عَبْدُ الْعَزِيزِ بْنُ مُحَمَّدٍ آل سُعُودٍ,  (1133 1218 /1721-1803)إمام الدولة السعودية الاولى الثاني والحاكم الثالث من أسرة آل سعود وأمير إمارة الدرعية السادس عشر، وهو الابن الثالث للإمام محمد بن سعود, تولى الحكم بعد وفاة والده في عام 1179 هـ / 1765م، واستأنف بناء الدولة السعودية الأولى ونشر الدعوة الإصلاحية. كان مغوارا شديد البأس، لا يمل الحروب، يباشر الملاحم بنفسه، وفي عهده امتد نفوذ الدولة إلى الرياض وجميع بلدان الخرج ووادي الدواسر في الجنوب، وفي الشمال امتد إلى القصيم ودومة الجندل بالجوف ووادي السرحان وتيماء وخيبر. وفي الشرق تمكن الإمام عبد العزيز من السيطرة على الأحساء وقطر والبريمي. كما امتد نفوذ الدولة السعودية إلى البحرين وعمان عن طريق ولاء قبائل المنطقة ودفعها الزكاة للدولة السعودية. وفي الغرب امتد نفوذ الدولة السعودية إلى شرقي الحجاز والطائف والخرمة وتربة وما حولها. وفي الجنوب الغربي وصل نفوذ الدولة إلى بيشة والليث وعسير وجازان.

## طلبه للعلم
بدأت الدعوة الإصلاحية في نجد تشتهر وعبد العزيز بن محمد لم يبلغ العاشرة من عمره وحينما بلغ سن الشباب أخذ يرتحل هو وأعمامه الثلاثة مشاري وثنيان وفرحان إلى الشيخ محمد بن عبد الوهاب في العيينة ويطلبون العلم على يديه، وكان ذلك بداية مظاهر الخير والصلاح عليه ومما كان له أبلغ الأثر أيضاً في انتقال الشيخ محمد بن عبد الوهاب بعد ذلك إلى الدرعية، فظل عبد العزيز بن محمد ملازماً للشيخ في العيينة والدرعية يتشرب منه علوم التوحيد والفقه والتفسير والعربية وغيرها، حتى أضحى من أبرز تلامذته.

## عهده
في سنة 1179 هـ، توفي والده الإمام محمد بن سعود، فقدمه الشيخ محمد بن عبد الوهاب لمبايعة الناس لما يعلم من كفاءته، وكان الإمام عبد العزيز بن محمد لا يخرج عن مشورة شيخه في أمور الدولة السياسية والعسكرية وغيرها، فتولى الإمارة وهو في الخامسة والأربعين من عمره واتسع نطاق الدولة في عهده اتساعاً كبيراً.
يعد عهد الإمام عبد العزيز بن محمد بن سعود عهداً نشطاً في الدولة السعودية الأولى، فقد شهد الكثير من الحملات والجهود العسكرية والسلمية لمد نفوذ الدولة ونشر الأمن والاستقرار في أنحائها، وكان من أشهر قادة القوات السعودية في عهده ابنه سعود، وأمير عسير عبد الوهاب بن عامر أبو نقطة المتحمي، والأمير مطلق بن محمد المطيري، كما اتسم عهده بالعديد من النشاطات العلمية والثقافية والحضارية فازدهرت العلوم وانتعشت النواحي الاقتصادية.
أدت انتصارات الإمام عبد العزيز بن محمد بن سعود، وانضواء العديد من المناطق والقبائل تحت لواء الدولة السعودية الأولى إلى تحرك بعض القوى المجاورة لمواجهة الدولة السعودية، ومحاولة الحد من اتساع نفوذها. كان من أبرز هذه الحملات المناوئة قيام الدولة العثمانية بدفع زعيم قبائل المنتفق ثويني بن عبد الله وتزويده بالأسلحة والقوات النظامية، لمواجهة الإمام عبد العزيز، وتوجيه حملة بقيادة القائد العثماني علي الكيخيا ضد الدولة السعودية.
كما تعرضت الدولة السعودية في عهد الإمام عبد العزيز للعديد من الحملات المناوئة، مثل حملات بني خالد من الأحساء، والأشراف من الحجاز، وحملة حاكم نجران، وحملة حاكم مسقط ضد البحرين، التي قام الإمام عبد العزيز بالدفاع عنها.

## اغتياله
قُتل عبد العزيز على يد أحد الشيعة في شهر رجب سنة 1218 هـ (1803م) عن عمر ناهز الثالثة والثمانين سنة انتقاما من هدم كربلاء قبلها بعامين، فطعن وهو يصلي صلاة العصر في مسجد الطريف بالدرعية وهو ساجد. روى ابن بشر -المؤرخ النجدي المعاصر للدولة السعودية الأولى- أن من قتله كان من أهل مدينة كربلاء، وفد إلى الدرعية وادعى أنه من أهل العمادية قرب الموصل بالعراق واسمه عثمان، حيث قال: «دخلت السنة الثامنة عشر بعد المائتين والألف، وفي هذه السنة في العشر الأواخر من رجب، قتل الإمام عبد العزيز بن محمد بن سعود في مسجد الطريف المعروف بالدرعية وهو ساجد في أثناء صلاة العصر، مضى عليه رجل قيل إنه كردي من أهل العمادية بلد الأكراد المعروفة عند الموصل اسمه عثمان، أقبل من وطنه لهذا القصد محتسباً حتى وصل الدرعية في صورة درويش، وادعى أنه مهاجر وأظهر التنسك بالطاعة وتعلم شيئا من القرآن، فأكرمه عبد العزيز وأعطاه وكساه وطلب من يعلمه أركان الإسلام وشروط الصلاة وأركانها وواجباتها، مما كانوا يعلمونه الغريب المهاجر إليهم، وكان قصده غير ذلك، فوثب عليه من الصف الثالث والناس في السجود، فطعنه في أبهره رحمه الله، أو في خاصرته أسفل البطن، بخنجر معه كان قد أخفاه وأعده لذلك، وهو قد تأهب للموت، فاضطرب أهل المسجد، وماج بعضهم في بعض»، إلى أن قال: «وتكاثر الناس عليه فقتلوه، وقد تبين لهم وجه الأمر، ثم حمل الإمام إلى قصره، وهو قد غاب ذهنه وقرب نزعه، لأن الطعنة قد هوت إلى جوفه، فلم يلبث أن توفي بعدما صعدوا به القصر، رحمه الله وعفا عنه»، وقال غلوب باشا في كتابه (حرب في الصحراء) "وكان عبد العزيز بن سعود الطاعن في السن يؤم صلاة الجماعة في مسجد الدرعية في الرابع من نوفمبر عام 1803 حين طُعن فجأةً من الخلف بخنجر وفارق الحياة على الفور وكان القاتل فارسياً كان الوهابيون قد ذبحوا أبناءه الثلاثة أثناء نهب كربلاء منذ عامين ونصف العام فقد تمكن الأب من السفر إلى الدرعية حيث ادعى أنه اعتنق المذهب الوهابي وعمل أكثر من سنة في عاصمة الوهابيين ينتظر فرصة الثأر لمقتل أولاده، فألقي القبض عليه وأحرق حياً ثم قُطع رأسه"، وقال ابن بشر: «وكان ابنه سعود في نخله المعروف بمشيرفة في الدرعية، فلما بلغه الخبر، أقبل مسرعاً، واجتمع الناس عنده، فقام فيهم ووعظهم موعظة بليغة وعزاهم، فقام الناس فبايعوه خاصتهم وعامتهم وعزوه بأبيه، ثم كتب إلى أهل النواحي نصيحة يعظهم ويخبرهم بالأمر ويعزيهم ويأمرهم بالمبايعة وكل أهل بلد وناحية يبايعون أميرهم لسعود فبايع أهل النواحي والبلدان وجميع رؤساء قبائل العربان»، إلى أن قال: «والله أعلم أحرى بالصواب، لأن الأكراد ليسوا بأهل رفض وليس في قلوبهم غل على المسلمين، والله أعلم».
اسمه ونسبه == وصفاته ==
وصفه ابن بشر -المؤرخ النجدي المعاصر لتلك الحقبة- قائلاً: «كان عبد العزيز كثير الخوف من الله تعالى، والذكر له، آمرا بالمعروف وناهياً عن المنكر، لا تأخذه في الله لومة لائم، ينفذ الحق في أهل بيته وعشيرته، لا يتعاظم عظيماً إذا ظلم فيقمعه عن الظلم، وينفذ الحق فيه، ولا يتصاغر حقيراً ظُلم، فيأخذ له الحق، ولو كان بعيد الوطن»، إلى أن قال: «كان لا يخرج من المسجد بعد صلاة الصبح حتى ترتفع الشمس، ويصلي فيه صلاة الضحى، وكان كثير الرأفة والرحمة بالرعية، خصوصا أهل البلدان بإعطائهم الأموال، وبث الصدقة لفقرائهم، والدعاء لهم، والتفحص عن أحوالهم. وقد ذكر لي بعض من أثق به أنه كان يكثر الدعاء لهم في ورده، قال وسمعته يقول: اللهم أبق فيهم كلمة لا إله إلا الله، حتى يستقيموا عليها ولا يحيدوا عنها».

## الأمن في نجد والحجاز وتهامة وعمان
قال -ابن بشر- في بيان حال نجد والحجاز وبقية البلدات الخاضعة لحكم عبد العزيز من سائر الأقاليم في شبه الجزيرة العربية ما نصه: «وكانت البلاد من جميع الأقطار في زمنه آمنة مطمئنة.. لأن الشخص الواحد يسافر بالأموال العظيمة أي وقت شاء، شتاءً وصيفاً، يميناً وشمالاً، شرقاً وغرباً، في نجد والحجاز وتهامة وعمان وغير ذلك، لا يخشى أحدا إلا الله، لا سارقا ولا مكابرا. وكانت جميع بلدان نجد من العارض والخرج والقصيم والجنوب وغير ذلك، من النواحي في أيام الربيع، يسيبون جميع مواشيهم، في البراري والمفالي، من الإبل والخيل والجياد والبقر والأغنام وغير ذلك، ليس لها راع ولا مراع، بل إذا عطشت وردت على البلاد تشرب ثم تصدر إلى مفاليها، حتى ينقضي الربيع، أو يحتاج لها أهلها لسقي زروعهم ونخيلهم وربما تلقح وتلد، ولا يدري أهلها، إلا إذا جاءت بولدها معها، إلا الخيل الجياد فإن لها من يتعهدها في مفاليها لسقيها وحدها بالحديد»، إلى أن قال: «وكان في الدرعية راعية إبل كثيرة، وهي ضوال الإبل التي توجد ضائعة في البر والمفازات جمعاً وفرادى، فمن وجدها من بادي أو حاضر في جميع أقطار الجزيرة أتى بها إلى الدرعية خوفاً أن تعرف عندهم، ثم تجعل مع تلك الإبل، وجعل عبد العزيز عليها رجلاً.. يحفظها ويجعل فيها رعاة ويتعاهدها بالسقي والقيام بما ينوبها، فكانت تلك الإبل تتوالد وتتناسل وهي محفوظة، فكل من ضاع له شيء من الإبل من جميع البادي والحاضرة أتى إلى تلك الإبل، فإذا عرف ماله أتى بشاهدين أو شاهد ويمينه، ثم يأخذه وربما وجد اثنين، وهذا الأمر في قلوب العباد من البادي والحاضر في كل ما احتوت عليه هذه المملكة مع الرعب العظيم في قلوب من عادى أهلها».

## التشجيع على تدبر القرآن وحفظه
كان الإمام عبد العزيز بن محمد كثيرا ما يكتب لأمراء النواحي يحثهم على تعليم من يليهم القرآن والعلوم ويصرف لهم من الديوان ما يعينهم من النفقات، قال ابن بشر: «كان الصبيان من أهل الدرعية إذا خرجوا من عند المعلم يصعدون إليه بألواحهم ويعرضون عليه خطوطهم، فمن تحاسن خطه منهم أعطاه جزيلاً وأعطى الباقين دونه، وكان عطاؤه للضعفاء والمساكين في الغاية، فكان منهم من يكتب إليه منه، ومن أمه وزوجته وابنه وابنته من كل واحد كتاباً يخصه فيوقع لكل كتاب منهم عطاء، وكان الرجل يأتيه بهذا السبب عشرون ريالاً أو أقل أو أكثر، وكان إذا مات الرجل من جميع نواحي نجد يأتون أولاده فيعطيهم عطاء جزيلاً، وربما كتب لهم راتباً في الديوان، وكان كثيرا ما يفرق على بيوت الدرعية وضعفائها، وكان كثيرا ما يكتب لأهل النواحي بالحث على تعليم القرآن وتعليم العلم وتعليمه، ويجعل لهم راتباً في الديوان، ومن كان منهم ضعيفاً يأمره أن يأتي إلى الدرعية ويقوم بجميع نوائبه».

## أمراء المناطق في عهده

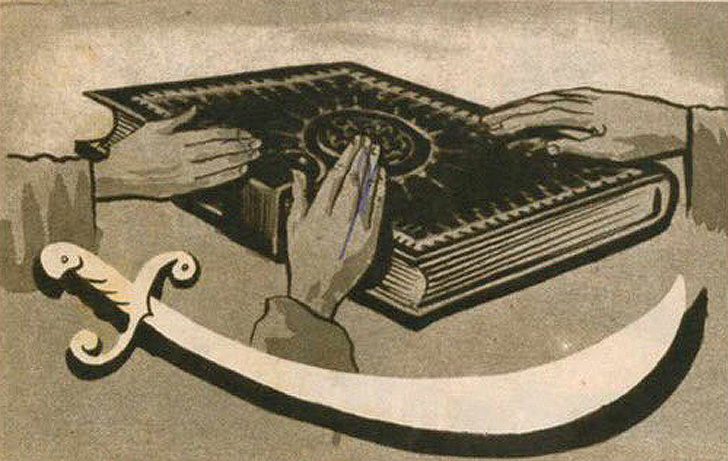
رسمة تعود لبداية القرن العشرين توثق اتفاق الدرعية الهادف لنشر الدعوة السلفية في الجزيرة العربية (عام 1744م) بين الإمام محمد بن سعود الحنفي وابنه والشيخ محمد بن عبد الوهاب التميمي

| الأمير                         | الإمارة                        |
| ------------------------------ | ------------------------------ |
| عبد الوهاب بن عامر أبو نقطة    | عسير وتهامة وما يليها من اليمن |
| عثمان بن عبد الرحمن المضايفي   | معظم الحجاز                    |
| صقر بن راشد القاسمي            | عُمان                           |
| سليمان بن محمد بن ماجد الناصري | الأحساء ونواحيها               |
| أحمد آل غانم                   | القطيف ونواحيها                |
| سلمان بن أحمد آل خليفة         | الزبارة والبحرين               |
| رحمة بن جابر الجلهمي           | الدمام وقطر                    |
| ربيع بن زيد الدوسري            | وادي الدواسر وما حوله          |
| عبد الله بن محمد آل غيهب       | منطقة الوشم                    |
| عبد الله آل جلاجل              | منطقة سدير                     |
| حجيلان بن حمد التميمي          | منطقة القصيم                   |
| محمد بن عبد المحسن آل علي      | منطقة جبل شمر                  |
| سليمان بن عفيصان العايذي       | منطقة الخرج                    |
| سالم بن شكبان الخثعمي          | بيشة ونواحيها                  |
| مسلط بن قطنان السبيعي          | رنية ونواحيها                  |
| حمد بن يحيي البقمي             | تربة ونواحيها                  |

## إخوانه
- فيصل له (هذلول)
- سعود له (ناصر وحسن وحسين وعبد الرحمن)
- عبد الله له (سعود ومحمد وزيد وإبراهيم والإمام تركي)

## أبناؤه
- الإمام سعود الكبير
- عبد الله بن عبد العزيز بن محمد آل سعود
- عمر بن عبد العزيز بن محمد آل سعود
- مشاري بن عبد العزيز بن محمد آل سعود[10]